# 克勞德·喬勒斯
克勞德·史丹利·喬勒斯（英語：Claude Stanley Choules，1901年3月3日—2011年5月5日），生於英格蘭伍斯特郡裴肖勒鎮（Pershore），於1911年移居澳洲，後在澳洲西澳大利亞州珀斯逝世。曾參與過第一次世界大戰與第二次世界大戰，他生前是曾參與第一次世界大戰的最後一位在世正規士兵。
在喬勒斯死後，參與過第一次世界大戰的人，只剩下英國女性佛蘿倫絲·格林（Florence Green），但格林並不是正式編制的戰鬥人員。

## 生平
喬勒斯於1901年3月3日出生在生於英格蘭伍斯特郡裴肖勒鎮，是父母7個孩子中的一個。
他14歲時，謊報年齡，加入英皇家海軍，1917年，他在戰艦復仇號(HMS Revenge)上服役，參與了第一次世界大戰，1918年，他見證了德國公海䚀隊（German High Seas Fleet）的投降。
41年的從軍生涯沒有削減他與生俱來的幽默感，之前，軍中伙伴為他取了個叫“咯咯笑”（Chuckles）的綽號。
1926年，他由英國奉派至澳洲皇家海軍支援，此後獲得澳洲國籍，定居在澳洲，在澳洲皇家海軍中服役，第二次世界大戰時，擔任爆破軍官，負責清除魚雷。
他於1926年和埃塞爾·西姆·喬勒斯（Ethel Sim Choules，1904年－2003年3月30日）相識，此後一直在一起在結婚76年，直到在2003年3月30日她99歲去世。
2011年5月5日他在澳大利亞西澳大利亞州珀斯去世，享年110岁63天。